# Bastonets
« Bastonets » est un type de danse de bâtons, à la manière d'une danse guerrière, qui est traditionnelle dans la Communauté valencienne. Actuellement, elle est principalement exécutée dans la ville d'Algemesí, où elle a survécu jusqu'à aujourd'hui, lors de la Fête de « La Mare de Déu de la Salut ». Elle est similaire à la danse de bâtons de Catalogne, ainsi qu'à d'autres danses d'Aragon et de Castille-et-León. Chacun des membres de la danse est également connu sous le nom de bastonet.

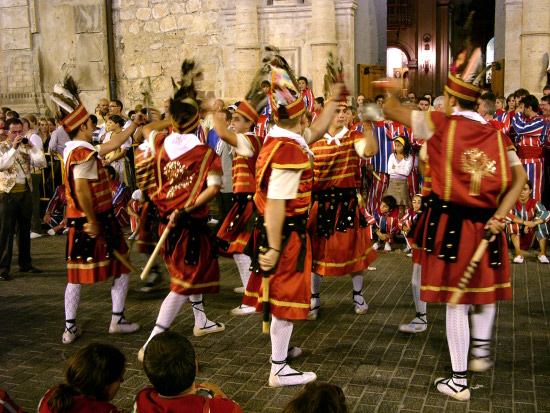
Groupe de bastonets pendant les Fêtes de Notre Dame de la Santé de Algemesí

Les bastonets d'Algemesí ont été déclarés patrimoine culturel immatériel de l'humanité par l'UNESCO en 2011, avec les autres éléments et danses de ces fêtes de cette commune valencienne (comme La Muixeranga).

## Description
La danse est composée de huit danseurs armés d'un bâton en bois et d'une plaque de fer qu'ils frappent l'un contre l'autre pour exécuter les chorégraphies. Les bastonets ont quatre positions : punter de fora, punter costat de fora, punter de dins et punter costat de dins (en français, on pourrait les appeler pointeur à l'extérieur, pointeur à côté de l'extérieur, pointeur à l'intérieur et pointeur à côté de l'intérieur). La première position citée est la plus compliquée de toutes, car c'est celle qui fait le plus de déplacements. Certains danseurs connaissent toutes les positions, mais le plus courant est que chaque danseur a une position assignée et ne danse que celle-là.
Aujourd'hui, quatre groupes de bastonets dansent dans les Fêtes d'Algemesí, deux groupes d'hommes (habillés en rouge) et deux groupes de femmes (habillées en bleu), et chaque groupe dispose également de réserves. Traditionnellement, les membres étaient des agriculteurs, plus précisément des élagueurs.

## Origine et évolution
Bien qu'aujourd'hui les bastonets les plus connus et les plus importants soient ceux d'Algemesí, on ne peut pas affirmer que la danse soit née uniquement dans cette localité. En effet, elle était autrefois très répandue dans de nombreuses autres villes de la géographie valencienne, puisqu'il est attesté qu'elle était pratiquée à Albalat de la Ribera, Polinyà de Xúquer, Alzira, Benifaió, l'Alcúdia, Sueca, Gandia, Carcaixent, Soneja, Meliana, Alginet, Catarroja, Titaguas, Llíria, Cullera et Sollana, entre autres. L'importance d'Algemesí réside dans le fait que c'est dans cette commune que les bastonets ont été conservés jusqu'à aujourd'hui, alors qu'ils ont disparu dans le reste des villes au cours du XXe siècle.
Ces danses, qui simulent le combat de deux camps armés de bâtons et de plaques, sont un type de bal très répandu dans le monde entier et sont attestées depuis longtemps. En effet, ces danses sont déjà mentionnées dans la Couronne d'Aragon au XIIe siècle, mais ce n'est qu'au XVIIe siècle qu'on les retrouve sous un format rituel standardisé.
Bien que l'on pense que les bastonets étaient déjà présents dans les fêtes d'Algemesí en 1724, la réalité est qu'ils ne sont pas documentés dans la ville avant 1839, où ils apparaissent dans les livres de comptes de la fête sous le nom de « danza de los ocho » (danse des huit). Plus tard, ils apparaissent également sous le nom de « danza de los hombres » (danse des hommes) et, à la fin du XIXe siècle, sous le nom de « danza de los palos » (danse des bâtons) ou « baile de los indios » (danse des Indiens).
L'évolution de la danse au cours du XIXe siècle est très peu documentée et seuls les noms de quelques maîtres ont été conservés, tels que Domingo Sabater Ferrís (1880) ou Salvador Esteve Carpi (1888). On sait également que le contenu musical était déjà varié et que, pendant le premier tiers du XXe siècle, le maître des bastonets était Vicente Quiles Vendrell (1876-1966).
Après la guerre civile espagnole, pour des raisons indéterminées, la forme de la danse a complètement changé. Alors que les agriculteurs adultes avaient auparavant l'habitude de danser, à partir de ce moment-là, les enfants d'un peu plus de dix ans commencèrent à le faire (comme cela se produisit également dans d'autres groupes des Fêtes). En 1939, les bastonets ne participèrent pas à la procession, mais en 1940, Carmelo el Paresant, qui dansait avant la guerre, enseigna les danses à un groupe d'enfants, qui continuèrent pendant une décennie.
À partir de là, différents groupes de danseurs se sont succédé. C'étaient généralement des amis qui restaient une dizaine d'années, et habituellement tous se retiraient en même temps, même si parfois l'un d'entre eux restait pour enseigner le répertoire aux novices. Au cours de ces années, la danse a continué à évoluer et la richesse de son interprétation a diminué pour diverses raisons. D'une part, à cause des joueurs de dolçaina, parce que parfois des gens ne connaissaient pas tous les morceaux musicaux de toutes les danses jouées. D'autre part, à cause des bastonets eux-mêmes, car lorsqu'un groupe se retire, ils n’enseignaient parfois aux jeunes novices que quelques danses, les plus faciles, probablement par manque de temps et de motivation.
Aujourd'hui, la figure de l'enseignant en tant que superviseur non-danseur n'existe pas en tant que telle. En 2017, en raison de la forte demande des participants, un nouveau groupe de femmes a été créé, de sorte qu'actuellement, les processions d'Algemesí comptent deux groupes d'hommes et deux de femmes.

## Habillement
Les vêtements actuels des bastonets d'Algemesí se composent d'une sorte de bas blancs, d'espadrilles valenciennes à semelles de chanvre, d'un corps et d'une petite jupe (rouge pour les hommes et bleu pour les femmes) avec des bandes de passementerie bordées d'or. Ils portent une écharpe nouée autour du cou avec une image brodée de la Mare de Déu de la Salut sur le mûrier. Ils portent également une sorte de chapeau à bandes dorées, orné de longues plumes de paon et de plumes colorées. Dans leur dos sont brodés certains des symboles de la Mare de Déu de la Salut, comme le puits, le palmier, l'étoile et le monogramme de Marie, et le mûrier était normalement réservé au maître. Cependant, la standardisation des vêtements a probablement eu lieu dans la seconde moitié du 20e siècle, et ils avaient déjà été habillés d'autres manières au cours de l'histoire.
Les bâtons mesurent environ 60 centimètres de longueur. Ils sont typiquement fabriqués en bois d'oranger, après un séchage de 2 ou 3 ans avant d'être sculptés, ou en bois de citronnier, des bois légers mais durs. La plaque est en fer et est ronde, d'environ 12 ou 15 centimètres de diamètre, et il est fréquent que chacun y grave son nom ou l'année à laquelle il a commencé à participer aux processions.

## Répertoire musical
Actuellement, les bastonets d'Algemesí dansent un total de 22 pièces musicales, interprétées par des joueurs de dolçaina et de tabal. C'est de loin la danse des Fêtes de la Mare de Déu de la Salut qui possède le plus large répertoire musical. Cependant, certaines pièces n'ont pas été jouées depuis de nombreuses années, soit par oubli des musiciens, soit par oubli des bastonets eux-mêmes, du moins jusqu'à leur récupération ces dernières années. Il est important de noter qu'en général, ce ne sont pas les danseurs qui choisissent les chansons à interpréter, mais les joueurs de dolçaina. Les musiciens doivent donc savoir comment jouer les mélodies, savoir lesquelles ont déjà été jouées (afin de ne pas les répéter trop souvent) et savoir quand jouer certains passages, car certaines rues d'Algemesí sont si étroites qu'elles exigent l'exécution de certains mouvements lents avant d'autres plus rapides, en fonction de l'endroit. Aujourd'hui, le plus courant est qu'il y ait deux groupes de musiciens et que chacun joue la musique de deux groupes de bastonets (l'un d'hommes et l'autre de femmes). Le rythme du tabal est toujours le même, bien qu'il tende à accentuer la note forte de chaque temps.
En ce qui concerne la variété des mélodies, on trouve des pièces aux origines curieuses, et même lointaines. On peut citer La Gallega, qui est une muñeira. Un autre exemple est El Mambrú, qui provient d'une chanson traditionnelle française, Marlbrough s'en va-t-en guerre, du XVIIIe siècle dans le contexte de la guerre de succession d'Espagne. On retrouve d'ailleurs cette même mélodie dans La Victoire de Wellington (1813) de Beethoven. Un autre exemple est El Negret, présent non seulement dans Els Negrets de l'Alcúdia, mais aussi dans une chanson populaire d'Amérique hispanique, Pobre Negrita. Cette même mélodie, selon le joueur de dolçaina Xavier Richart Peris, est également présente dans un chant de Noël de La Alpujarra de Grenade, et dans l'Intermezzo de la Symphonie espagnole, à la manière d'un tango, d'Édouard Lalo (1875). Les pièces Dos Quinze et Defensa de Planxa contiennent un fragment de la Marche d'Algemesí.
Beaucoup d'autres œuvres des bastonets d'Algemesí sont des chansons populaires dans toute la région et la province, comme les deux dernières mentionnées, comme La Fuga (la mélodie la plus récente du répertoire), présente à Carcaixent, Callosa d'en Sarrià, Chulilla, Torrent, Moixent ou Titaguas (l'une des mélodies de la mojiganga de cette localité). Elle est également présente dans d'autres communautés autonomes telles que la Galice, les Asturies, la Castille-La Manche ou la Catalogne, entre autres.
Au total, les 22 pièces que les bastonets dansent à Algemesí lors des Fêtes de la Mare de Déu de la Salut sont : L'U, La Queta, El Paco, la Figuera, Tres Colpets, Sis Colpets, Defensa de Planxa, Defensa de Planxa 2, L'Ampla, La de Planxa, La Gallega, La Corredora (la plus rapide de toutes), Set i Dèneu, El Mambrú, La Caceria, Dos Quinze, Dos Quinze 2 (la seule différence entre les deux est la tonalité), El Bolero, El Negret, La Gavatxa, La Fuga (à vitesse progressive) et L'Altar. En ce qui concerne cette dernière, nous pouvons souligner qu'elle commence comme L'U, mais qu'au milieu de la chanson, la mélodie de La Muixeranga commence à être jouée. Cette pièce est exécutée uniquement devant des images ou des panneaux de céramique de la Mare de Déu de la Salut lors des processions, et les danseurs forment une sorte de triangle et s'accroupissent devant l'image mariale pendant quelques secondes en signe de révérence et de respect, avant de terminer le mouvement en dansant une autre fois L'U.
Il convient de mentionner une hypothétique pièce numéro 23, La Marxeta, récupérée il y a plus d'un siècle et qui, au fil du temps, est tombée en désuétude jusqu'à cesser d'être dansée.